# سیارک ۱۶۱۹
سیارک ۱۶۱۹ (به انگلیسی: 1619 Ueta، نامگذاری:1953TA) هزار و ششصد و نوزدهمین سیارک کشف شده‌است که در ۱۱ اکتبر ۱۹۵۳ کشف شد.
قدر مطلق سیارک برابر ۱۲٫۱۵ است.